# Kastell Orșova
Kastell Orșova (antiker Name Dierna) war ein kaiserzeitliches Hilfstruppenlager und eine spätantike Festung auf dem Stadtgebiet von Orșova, Kreis Mehedinți in der rumänischen Region Banat.

## Lage

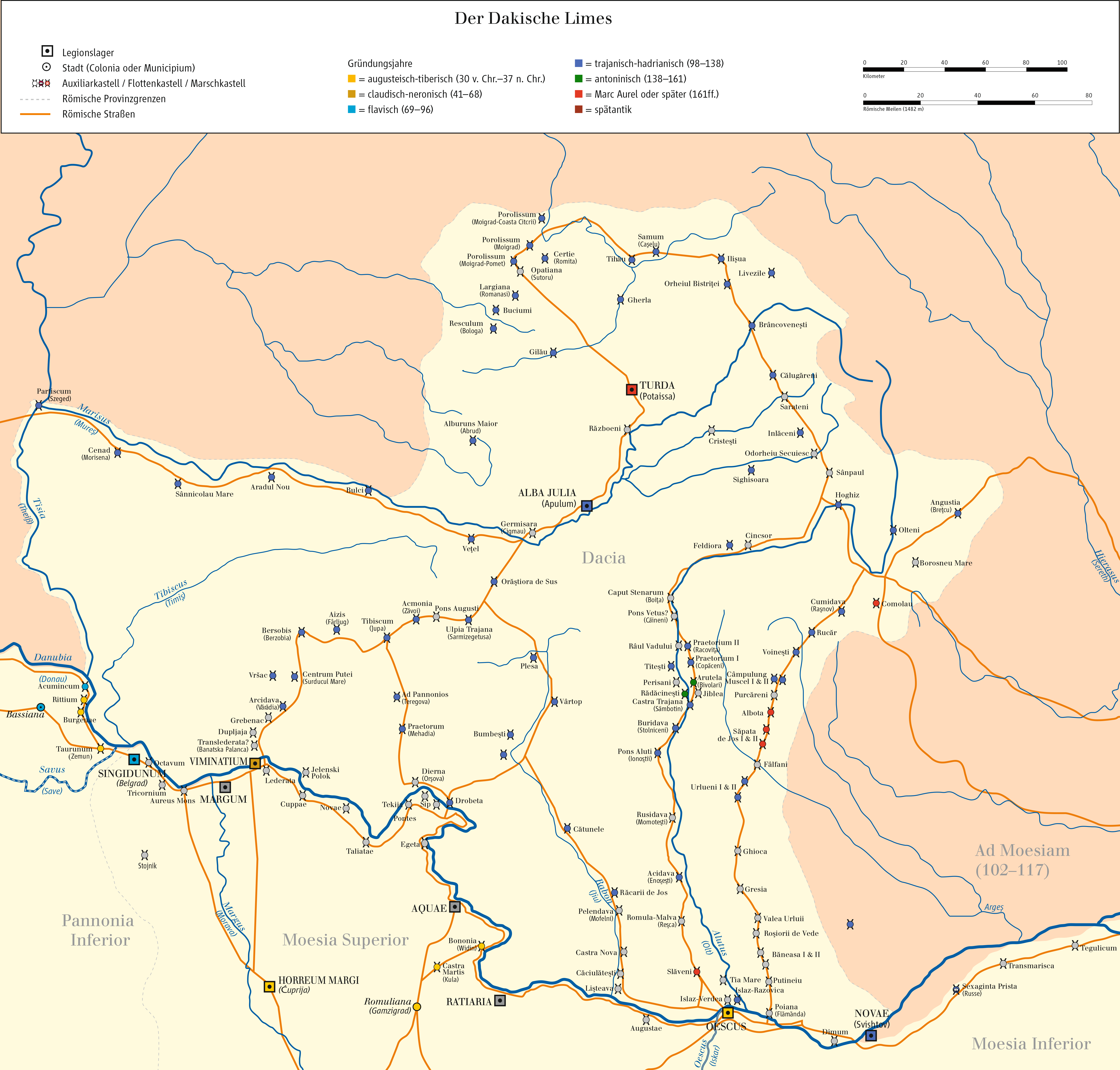
Verlauf der dakischen Limites

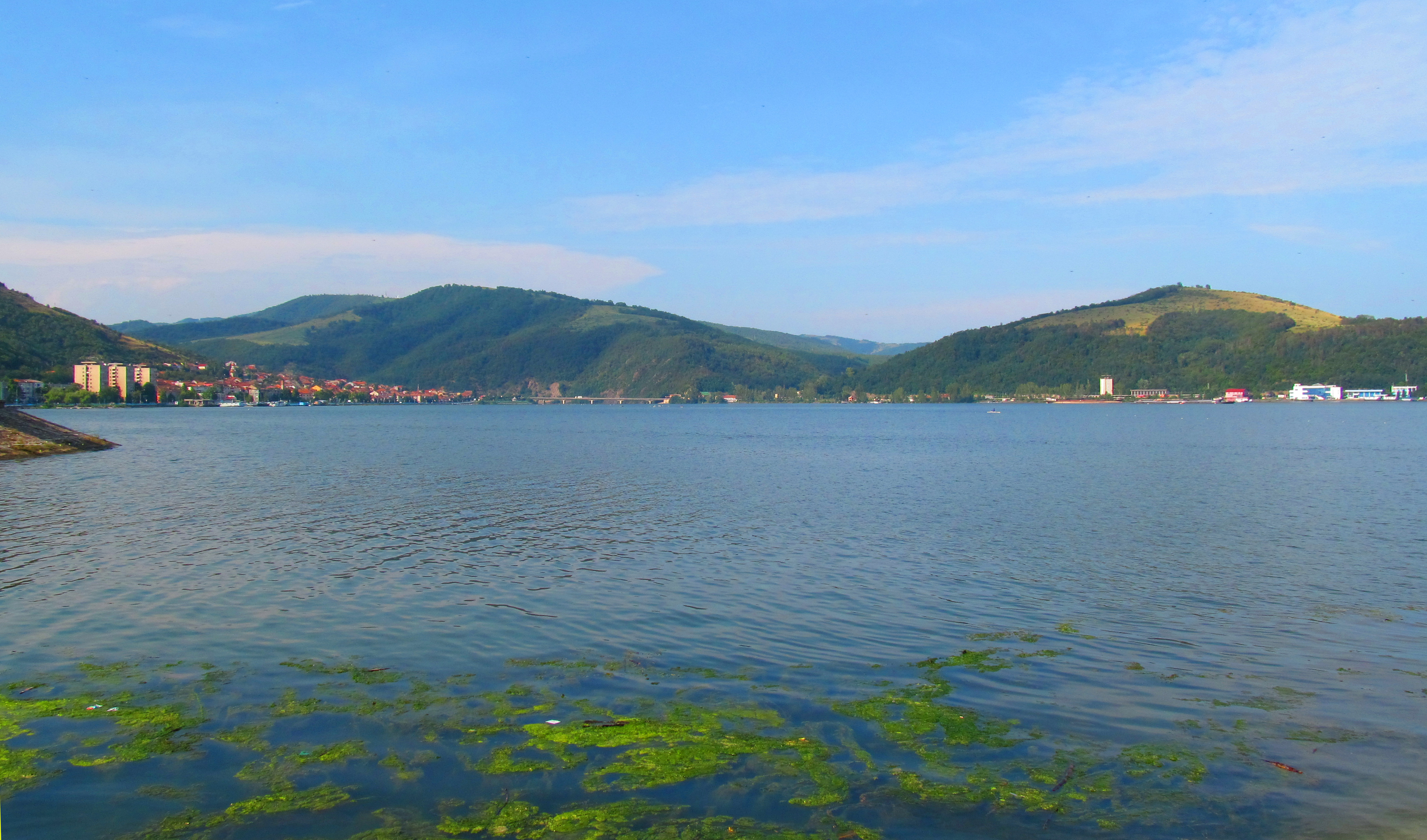
Gefluteter Mündungsbereich der Cerna in die Donau

Orșova liegt in einer strategisch bedeutsamen Position an der Stelle, an der die Cerna in die Donau mündet und dabei – bedingt durch den künstlichen Rückstau der Donau – eine große Bucht bildet. Von dort aus führen verschiedene Pässe durch die Südkarpaten ins Innere Siebenbürgens und der Vojvodina. Von diesen Pässen dürfte in antiker Zeit wohl die von Orșova über die Kastelle Mahadia und Teregova nach Tibiscum führende Verbindung die bedeutsamste gewesen sein. Sie wird im modernen verkehrsgeographischen Kontext von der rumänischen Nationalstraße 6 markiert, in ihrem südlichen Teil verläuft sie durch das Tal der Cerna.
Die römischen Siedlungsbereiche befanden sich in unmittelbarer Nähe der Cernamündung auf einer Hochterrasse. Durch den künstlichen Stau der Donau für die Kraftwerke am Eisernen Tor wurden die tiefer gelegenen Areale mit römischen Befunde inzwischen überflutet. Die höher gelegenen Bereiche wurden bereits im Mittelalter überbaut, so dass heute nichts mehr im Gelände zu sehen ist.

## Archäologische Befunde
Die Siedlungskontinuität von der Antike bis zur Neuzeit war ursächlich für eine dichte Überbauung der Bereiche, in denen die relevanten Befunde im Erdreich verborgen waren oder noch sind. Dadurch waren zu keinem Zeitpunkt in der Geschichte der modernen Archäologie großflächige Prospektionen oder Ausgrabungen möglich. Erschwerend hinzu kam die Anhebung des Wasserspiegels der Donau um bis zu 20 Metern, durch den weite Bereiche des ehemaligen Mündungsgebietes der Cerna überflutet wurden. Insgesamt konnten jedoch zwei zeitlich unterschiedliche militärische Siedlungskomplexe differenziert werden, eine Garnison der Kaiserzeit des zweiten und dritten Jahrhunderts und eine spätantiken Befestigungsanlage, die im späten dritten Jahrhundert gegründet wurde und wohl bestanden hat, bis das Byzantinische Reich im späten sechsten/frühen siebten Jahrhundert der Balkanhalbinsel verlustig ging.

### Kaiserzeitliches Auxiliartruppenlager
Die Befunde des kaiserzeitlichen Lagers sind bis auf Nachforschungen unter der Leitung von Florin Medeleț in den Jahren 1966 und 1967 kaum wissenschaftlich untersucht worden. Die Maße des Kastells betrugen 64 m mal 54 m, was einer insgesamt überbauten Fläche von 0,35 Hektar entspricht. Theoretisch könnten im überfluteten Erdreich noch archäologische Befunde vorhanden sein.

### Spätantike Festung
Die spätantike Festung wurde als Steinkastell (mit der Verwendung von Backsteinen) unter der Herrschaft des Diocletian (284 bis 305) und des Konstantin I. (306 bis 337) etabliert. Das Kastell besaß einen quadratischen Grundriss von 35,5 m Seitenlänge, so dass sich eine bebaute Fläche von 0,12 Hektar ergibt. Mit seinen Seiten war es in die vier Himmelsrichtungen ausgerichtet. Die Wehrmauer besaß eine Mächtigkeit von zwei Metern. An den Ecken des Kastells befanden sich nach außen vorspringende Türme mit unterschiedlichen quadratischen und rechteckigen Grundrissen (Südwestturm 10,4 m mal 8,0 m, Nordwestturm 8,9 m mal 8,9 m, Nordostturm 8,0 m mal 8,0 m). Zum Ende des vierten Jahrhunderts wurde die Festung zerstört. Im Kontext dieses Bauwerks wurden unter anderem die Überreste einer Ballista aus dem vierten Jahrhundert entdeckt (siehe weiter unten).

### Truppen
Auf die einst dort stationierten Truppen kann aufgrund epigraphischer Funde rückgeschlossen werden. Dabei handelt es sich um Nachweise der Cohors I Ulpia Brittonum, sowie von Vexillationen der Legio V Macedonica, der Legio XIII Gemina und der Legio XXII Primigenia.

### Zivilsiedlung
Bereits zu Zeiten des kaiserzeitlichen Hilfstruppenlagers hatte sich neben dem Kastell ein Auxiliarvicus entwickelt. Der Vicus war eine zivile Siedlung, die bei nahezu jedem römischen Militärlager anzutreffen ist und in der sich die Wohnquartiere der Angehörigen von Soldaten, der Veteranen, Handwerker, Händler, Schankwirte, Prostituierten und anderer Dienstleister befanden. Unabhängig von der Existenz des Auxiliarlagers und auch nach dessen Existenz entwickelte sich der Vicus von Dierna zu einer selbständigen zivilen Siedlung, die an ihren nördlichen und südlichen Enden durch umfangreiche Nekropolen begrenzt wurde. Unter Septimius Severus (193 bis 211) wurde diese Siedlung, die inzwischen auch eine Zollstation verwaltete, in den Status eines Municipiums erhoben. Einzelne Gebäude des zivilen Dierna konnten noch archäologisch untersucht werden.

## Fundverbleib und Denkmalschutz

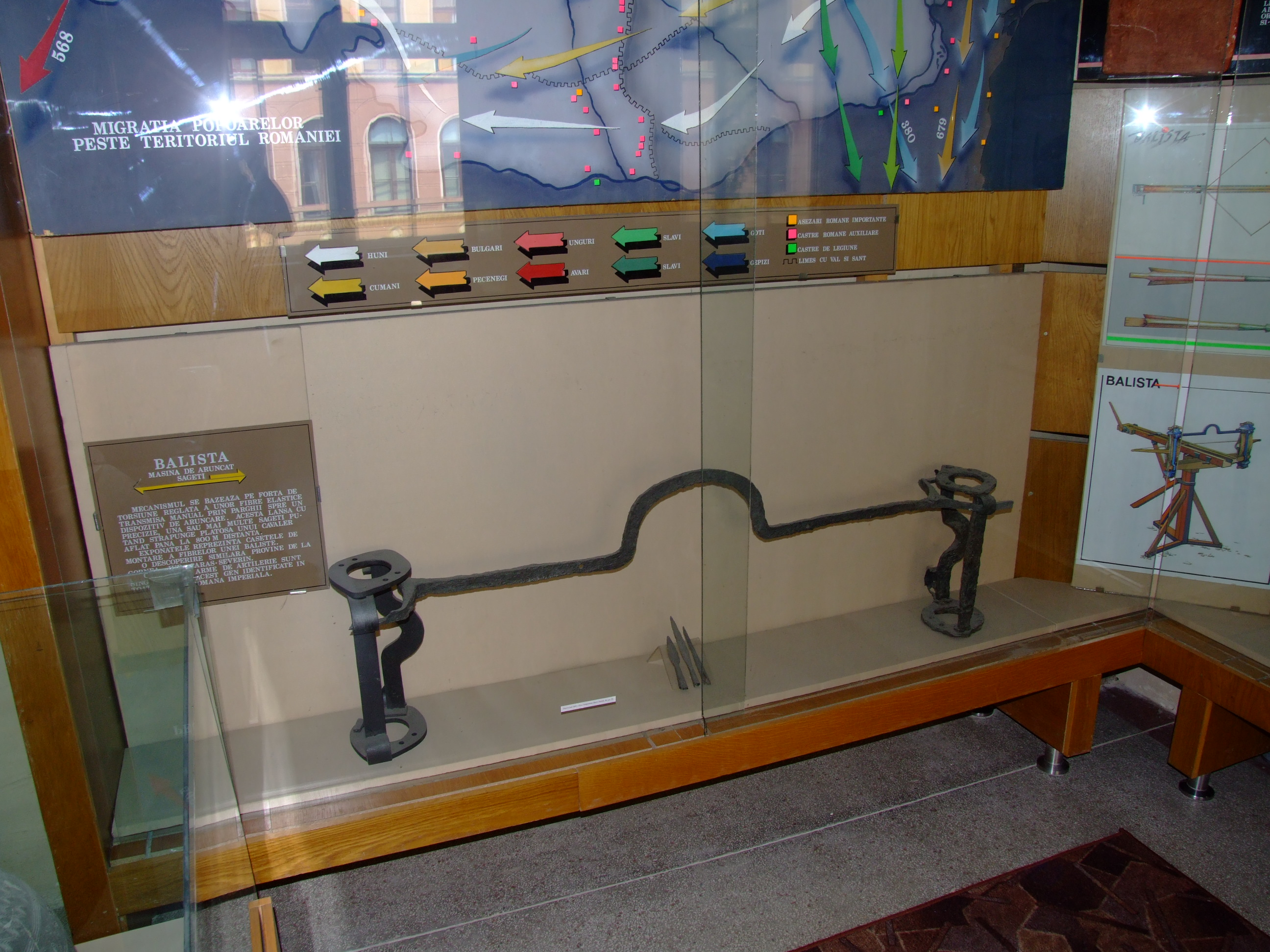
Bogenstrebe und Federrahmen einer Ballista des 4. Jh. aus Orşova.
AO: Muzeul Național de Istorie a Transilvaniei, Cluj-Napoca

Die Aufbewahrung der meisten archäologischen Funde aus dem Kastell Abrud erfolgt im Institutul de Arheologie „Vasile Pârvan“ (Archäologisches Institut „Vasile Pârvan“) in Bukarest. Ein besonderes Fundstück, die erhaltene Bogenstrebe und der Federrahmen einer Ballista des 4. Jahrhunderts wird im Muzeul Național de Istorie a Transilvaniei (Nationalmuseum der Geschichte Transsilvaniens) in Cluj-Napoca präsentiert.
Sofern noch möglicherweise erhalten, stehen die gesamten archäologischen Stätten nach der Regierungsverordnung Nr. 43/2000 zum Schutz des archäologischen Erbes als Bodendenkmäler unter Schutz und sind mit den Codes 110072.03 für das Kastell und 110072.04 für das Municipium in das Repertoriul Arheologic Național eingetragen. Zuständig ist das Ministerium für Kultur und nationales Erbe (Ministerul Culturii şi Patrimoniului Naţional), insbesondere das Generaldirektorat für nationales Kulturerbe, die Abteilung für bildende Kunst sowie die Nationale Kommission für historische Denkmäler sowie weitere, dem Ministerium untergeordnete Institutionen. Ungenehmigte Ausgrabungen sowie die Ausfuhr von antiken Gegenständen sind in Rumänien verboten.